# Бывший подъесаул
«Бы́вший подъесау́л» — произведение эстрады в жанре социальной рок-баллады. Музыка и слова Игоря Талькова (1990). В основе содержания песни заложены реальные исторические события, связанные с судьбой бывшего казачьего офицера Филиппа Миронова (на самом деле — не подъесаула, а войскового старшины), перешедшего на службу к большевикам, а затем по ложному обвинению ставшего в 1921 году жертвой красного террора. Песня получила известность после исполнения её Игорем Тальковым в 1990 году на фестивале «Песня года».

## История создания

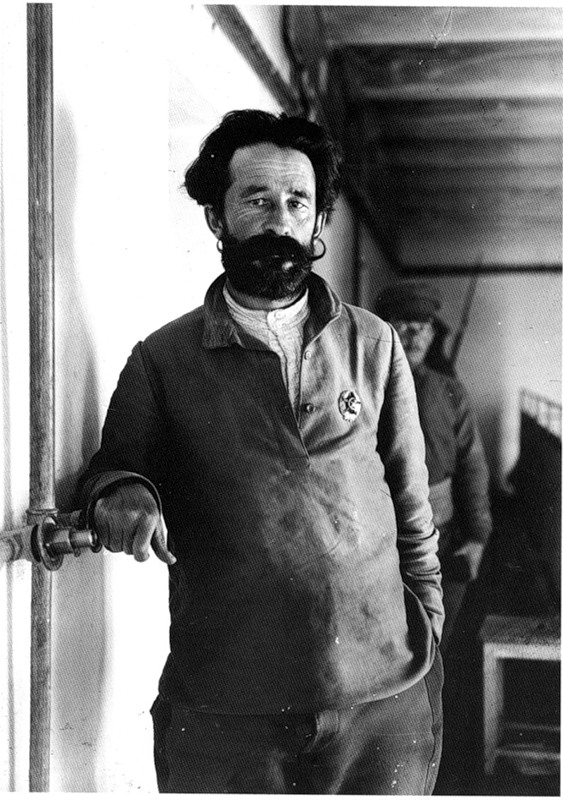
Прообраз «бывшего подъесаула», командарм 2-й конной армии Филипп Кузьмич Миронов, 1919 год

Песня «Бывший подъесаул» была написана в 1990 году после ознакомления Игоря Талькова с историческими материалами о судьбе расстрелянного в 1921 году бывшего офицера Русской императорской армии, георгиевского кавалера, а позднее командарма 2-й Конной армии РККА Филиппа Миронова. Эти реальные события, связанные с судьбой расстрелянного командарма, стали основой для содержания баллады.
Отрывок из песни в исполнении автора — Игоря Талькова звучит в одном из эпизодов снятого в 1990 году фильма-детектива «За последней чертой», в котором Тальков исполнил одну из главных ролей.
Песня входила в концертную программу музыкального спектакля «Суд». Литературный критик Генрих Митин называл её «гвоздём» данной программы. Перед исполнением песни по сценарию «Суда» Игорь Тальков рассказывал о судьбе Филиппа Миронова, а после исполнения зажигал свечу и возлагал цветы к мундиру офицера Русской императорской армии, висевшему на стуле на сцене («Как говорится: „Кто за что боролся, тот на то и…“ Поделом. Эти цветы я хочу возложить не памяти Миронова, а мундиру русского офицера»).
Песня «Бывший подъесаул» впервые была издана на пластинке с названием «Россия» уже после гибели Игоря Талькова в конце 1991 года фирмой «Мелодия».

## Содержание
Основная часть произведения выстраивается в виде повествования о судьбе и гибели бывшего подъесаула, ставшего в пору Гражданской войны командармом на службе у большевиков. Драматизм балладного действия сопряжен с раскрытием противоречий во внутреннем мире бывшего подъесаула. По определению филолога Ильи Ничипорова, «композиционное единство баллады достигается благодаря символическому лейтмотиву памяти природы, противопоставленной духовному беспамятству нации, забывшей о Боге на „плацдармах“ Гражданской войны и революции. Тихий Дон, воплощающий мудрую преемственность, непрерывность бытия, хранит память и о „грешной душе“ героя, и о его роковом самоотречении».
В качестве припева песни «Бывший подъесаул» Тальковым взят припев казачьей народной песни «Любо, братцы, любо…».
Цитату речитатива из песни
Природа мудра, и Всевышнего глаз
Видит каждый наш шаг на тернистой дороге.
Наступает момент когда каждый из нас
У последней черты вспоминает о Боге.
Игорь Тальков приводит в введении к своей книге «Монолог», предваряя эти строки пояснением, что ничто на Земле не происходит просто так, что всё на Земле продумано и закономерно.

## Мнения
Литературный критик, поэт и прозаик Сергей Казначеев в «Литературной газете» выразил мнение, что, создав песню «Бывший подъесаул», Тальков тем самым поднял тему, равную размаху шолоховского «Тихого Дона».
Исследователь песенной поэзии Игоря Талькова, доктор филологических наук Илья Ничипоров отметил, что баллада «Бывший подъесаул», наполненная глубокими художественными рефлексиями о трагедии национального раскола в XX веке, была особенно яркой в свете лиро-эпического осмысления Тальковым исторических судеб России.

## Издания
Кроме оригинальной пластинки «Россия» (1991), песня «Бывший подъесаул» издавалась в нескольких вариантах исполнения в ряде посмертных изданий Талькова:
- В студийных альбомах: «Этот мир» (1993), «Лучшие песни» (2001), «Родина моя» (2001, с дополнительным вариантом фонограммы) и др.
- В концертных альбомах: «Концерт 23 февраля 1991 года в Лужниках» (1993), «Последний концерт» (1996), «Суд» (2001) и др.

## Награды и достижения
- В 1990 году песня «Бывший подъесаул» исполнялась на фестивале «Песня года». Исполнитель — Игорь Тальков.

## В кино
- Песня «Бывший подъесаул» звучала в советском боевике «За последней чертой» (1991)